# أنطون دول
أنطون دول (بالألمانية: Anton Doll) هو رسام ألماني، ولد في 3 مارس 1826 في ميونخ في ألمانيا، وتوفي بنفس المكان في 2 مايو 1887.